# 圣索尔兰德维埃纳
圣索尔兰德维埃纳（法語：Saint-Sorlin-de-Vienne，法語發音：[sɛ̃ sɔʁlɛ̃ də vjɛn]，意为“维埃纳的圣索尔兰”）是法国伊泽尔省的一个市镇，属于维埃纳区

## 地理
圣索尔兰德维埃纳（45°28'4"N, 4°56'34"E）面积9.94 平方千米，位于法国奥弗涅-罗讷-阿尔卑斯大区伊泽尔省，该省份为法国东南部内陆省份，北起顺时针与安省、萨瓦省、上阿尔卑斯省、德龙省、阿尔代什省、卢瓦尔省和罗讷省。
与圣索尔兰德维埃纳接壤的市镇（或旧市镇、城区）包括：沙隆、莱科特达雷、埃斯特拉布兰、埃赞皮内、雅尔丹、蒙瑟沃鲁。

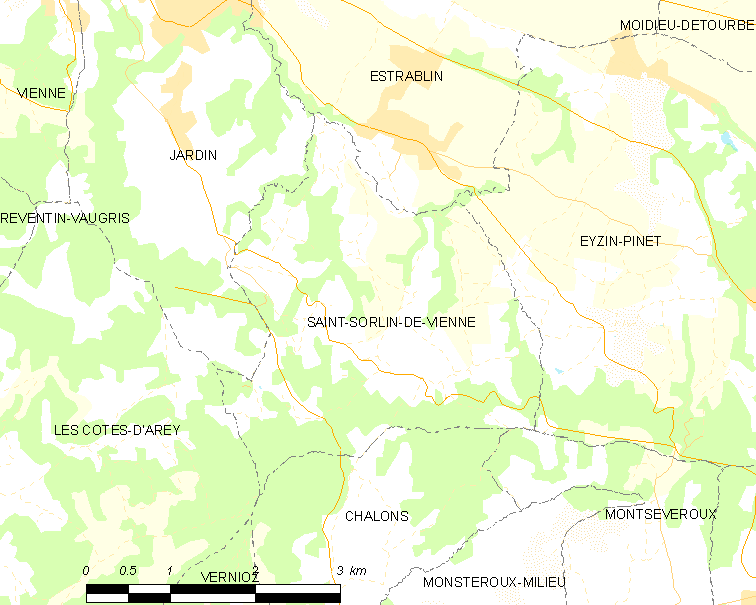
圣索尔兰德维埃纳的OSM定位图

圣索尔兰德维埃纳的时区为UTC+01:00、UTC+02:00（夏令时）。

## 行政
圣索尔兰德维埃纳的邮政编码为38200，INSEE市镇编码为38459。

## 政治
圣索尔兰德维埃纳所属的省级选区为维埃纳第二县。

## 人口

1962-2008年间圣索尔兰德维埃纳人口变化图示

圣索尔兰德维埃纳于2022年1月1日时的人口数量为967人。